# Giambattista Giraldi Cinzio
Giovan Battista Giraldi Cinzio (Ferrara, 12 novembre 1504 – Ferrara, 30 dicembre 1573) è stato un letterato, poeta e drammaturgo italiano.

## Biografia
Il Cinthio (o Cynthius) che segue il cognome è un soprannome accademico. 
Scrisse nove tragedie, di cui la prima e più famosa è Orbecche, messa in scena nel 1541 e pubblicata nel 1543. Fu inoltre autore di un libro di novelle, gli Ecatommiti (1565), e di un poema, l'Ercole; gli è anche stato attribuito il Giudizio d'una tragedia di Canace e Macareo, che si era a lungo creduto essere opera di Bartolomeo Cavalcanti. 
È stato il primo drammaturgo moderno a mettere in scena una tragedia "regolare", l'Orbecche, (il primo a scriverne una era stato il Trissino con la sua Sofonisba, composta nel 1515, ma messa in scena solo nel 1554 in Francia) per la quale seguì rigidamente i canoni enunciati nella Poetica di Aristotele. Fu anche tra i primi autori di tragicommedie e un grande inventore di storie: alcune di quelle provenienti dagli Ecatommiti, opera presto tradotta in spagnolo, furono utilizzate sia da Cervantes sia da Shakespeare come trame per celebri capolavori, rispettivamente il Persiles e l'Otello; Lope de Vega si servì di almeno undici argomenti per le sue opere drammatiche. Le novelle sono inserite in una cornice narrativa, raccontate da un gruppo di uomini e donne, durante la fuga dal sacco di Roma (1527) su una nave diretta a Marsiglia. Sono divise in dieci decadi, corrispondenti alle giornate.
La novella Il Moro di Venezia presenta una trama che, pur con alcune differenze, verrà mantenuta da Shakespeare nelle sue linee essenziali. Il protagonista non ha ancora un nome, ma viene designato semplicemente come Moro, mentre il futuro Iago è qui «un alfiero di bellissima presenza, ma della più scellerata natura, che mai fosse uomo del mondo», ugualmente innominato. A sua volta, «il capo di squadra» diventerà Cassio. La protagonista femminile si chiama invece già Disdemona.
Giraldi Cinzio fu professore a Ferrara dove ricoprì la cattedra di retorica fino al 1564, poi insegnò per un periodo nell'Università di Torino (che al momento però si trovava a Mondovì). Fino al 1559 fu segretario ducale per Ercole II d'Este. Divenne la massima autorità letteraria del suo tempo nel Ducato estense, ovvero uno dei maggiori esponenti della cultura ferrarese del Rinascimento. 
È considerato importante soprattutto come teorico del teatro, e come precursore dei nuovi Generi teatrali. I trattati  Discorso ovvero lettera intorno al comporre delle commedie e  Discorso intorno al comporre dei romanzi, da lui pubblicati nel 1554, ebbero una notevole influenza negli sviluppi di autori successivi. Famose e importanti le sue polemiche con Sperone Speroni e con Giovan Battista Pigna a proposito della forma e della finalità della tragedia e a proposito del romanzo come genere letterario.
L'opera letteraria di Giraldi Cinzio è ideologicamente molto influenzata dalla Controriforma. Nelle opere teatrali appare invece una vena di sperimentazione che anticipa alcuni elementi di gusto tipici del teatro europeo moderno, ad esempio il teatro elisabettiano  e quello barocco, quali la violenza psicologica e l'orrore in funzione spettacolare, l'azione drammatica strutturata in “tempo reale” e l'allusività, politica e morale, delle ambientazioni.